# Szende Andor
Szende Andor, születési nevén Steigenberger Andor (Budapest, 1886. április 14. – Budapest, 1972. május 22.) zsidó származású magyar építész, sportoló.

## Élete
Délvidéki zsidó családból származott. 1909-ben szerzett oklevelet a budapesti Műegyetemen. Ezt követően hosszabb tanulmányútra ment Németországba. Ennek hatása meghatároz lett később saját munkásságára. Hazatérve több építészeti pályázaton vett részt, terveit a Műcsarnok is gyakorta bemutatta. Érdekesség, hogy 1915-ben 2 tervet is készített a – később anyagi okokból fel nem épült – Székesfővárosi krematórium pályázatára.
Az első világháborút követő időkben elsősorban kastélyok és épületbelsők tervezésére szakosodott. A korszak neoeklektikus irányzatához híven elsősorban neobarokk és neoreneszánsz stílusban készítette el ekkori munkáit. Az 1940-es években már modern stílusban tervezett meg néhány lakóházat.
Már idős ember volt, amikor 1955-ben részt vett a moszkvai pantheonra kiírt tervpályázaton. Az eseményre 11 külföldi építész adta be a tervét, Szende volt köztük az egyetlen magyar származású.
Magas kort ért meg, 1972-ben hunyt el 87. életévében. A Kozma utcai izraelita temetőben helyezték nyugalomra.

## Sportolóként
Szende építész mellett fiatalon neves sportolónak is számított. Korcsolya- és rúdugró versenyeken vett részt. A következő eredményei születtek:
- világbajnok-bronzérem (1910, 1912, 1913),
- Európa bajnok-ezüstérem (1913)
- valamint négyszeres felnőtt, illetve egyszeres ifjúsági magyar bajnok (1908, 1911, 1912, 1914, 1922)

1922 után nem vett részt több versenyen, idejét az építészetnek szentelte.

## Ismert épületei
- 1927: Schöffer Bódog uradalmi kastélya, Göd[4][6]
- 1941–1942: lakóház, Budapest, Tinódi u. 4.[4]
- 1942–1943: lakóház, Budapest, Elek u. 6.[4]

Az ő nevéhez főződik a budapesti Andrássy út 118. számú épület (tervezte: Bukovics Gyula, 1881) helyreállítása.

### Megvalósulásuk kérdéses
- 1920/1930-as évek: Nagybánhegyesi Montágh Sándor kastélya, Szentetornya[4]
- 1920/1930-as évek: Gróf Széchenyi Károly pasaréti nyaralója, Budapest[4]
- 1920/1930-as évek: Római katolikus elemi iskola és kultúrház, Abony[4]
- 1920/1930-as évek: Székesfővárosi Érdi utcai elemi iskola, Budapest[4]
- 1920/1930-as évek: Sashalmi elemi állami iskola, Budapest[4]

### Tervben maradt épületek
- 1910: Nagyvárosi áruház, helyszín nem jelölve (ezüstérem)[2]
- 1910: Városháza és Vigadó, Kolozsvár[1][2]
- 1910: Kultúrpalota, Pozsony (Grósz Józseffel közösen)[1][2]
- 1911: Fővárosi Nyilvános Könyvtár- és Közművelődési Intézet, Budapest[7]
- 1911: Budapesti Bank Rt. székháza, Budapest[2]
- 1911: Kultúrpalota, Tisza Kálmán (ma: II. János Pál pápa) tér[1]
- 1912: Jégpalota, helyszín nem jelölve[1][2]
- 1913: Nemzeti Színház, Budapest[1][4]
- 1912: Tietz-áruház, Berlin[2]
- 1915: Székesfővárosi krematórium, Budapest (2 terv)[1][3][4]
- 1932: iskola hat, egyenként háromszáz diákot befogadni tudó lakóépülettel, Tihany[4]
- 1955: Pantheon, Moszkva[2]
- ?: Fogadalmi templom, Mohács[4]